# Flabellum daphnense
Espèce
Statut CITES
Statut de conservation UICN

 DD  : Données insuffisantes
Flabellum daphnense est une espèce de coraux de la famille des Flabellidae.

## Taxonomie
Pour le WoRMS, le nom valide de cette espèce est Flabellum (Ulocyathus) daphnense précisant ainsi le sous-genre auquel elle appartient.